# NGC 3135
NGC 3135 is een spiraalvormig sterrenstelsel in het sterrenbeeld Grote Beer. Het hemelobject werd op 19 maart 1828 ontdekt door de Britse astronoom John Herschel.

## Synoniemen
- UGC 5486
- MCG 8-19-7
- ZWG 240.15
- KUG 1007+461
- PGC 29646